# Трећа лига Србије у америчком фудбалу 2015.
Трећа лига Србије у америчком фудбалу 2015. је прво издање најнижег ранга такмичења у америчком фудбалу у Србији. Сезона почиње 18. априла и у њој учествује шест тимова. Први пут од оснивања лиге америчком фудбала у Србији наступа и клуб који није из земље – Берси Софија из Бугарске.

## Систем такмичења
У лиги учествује шест клубова подељених по географској припадности у две групе – Север и Југ. Игра се по двокружном систему свако са сваким, а првопласирани тимови из обе групе квалификоваће се у Другу лигу за наредну сезону. Пошто су Берси Софија инострани клуб и нису чланови СААФ-а, њихови резултати се неће рачунати у коначном скору.

## Клубови
| Север                                   | Југ                                                 |
| --------------------------------------- | --------------------------------------------------- |
| Целтиси Сомбор Најтси Клек Шаркси Шабац | Хокси Обреновац Блек хорнетси Јагодина Берси Софија |

## Група Север

### Резултати
| Датум          | Клуб           | Клуб         | Резултат |
| -------------- | -------------- | ------------ | -------- |
| 18. април 2015 | Целтиси Сомбор | Шаркси Шабац | 15:6     |
|                | Најтси Клек    | слободни     |          |

| Датум          | Клуб         | Клуб           | Резултат |
| -------------- | ------------ | -------------- | -------- |
| 25. април 2015 | Најтси Клек  | Целтиси Сомбор | 0:20     |
|                | Шаркси Шабац | слободни       |          |

| Датум       | Клуб           | Клуб        | Резултат |
| ----------- | -------------- | ----------- | -------- |
| 9. мај 2015 | Шаркси Шабац   | Најтси Клек | 19:2     |
|             | Целтиси Сомбор | слободни    |          |

| Датум        | Клуб         | Клуб           | Резултат |
| ------------ | ------------ | -------------- | -------- |
| 23. мај 2015 | Шаркси Шабац | Целтиси Сомбор | 8:7      |
|              | Најтси Клек  | слободни       |          |

| Датум       | Клуб           | Клуб        | Резултат |
| ----------- | -------------- | ----------- | -------- |
| 7. јун 2015 | Целтиси Сомбор | Најтси Клек | 26:0     |
|             | Шаркси Шабац   | слободни    |          |

| Датум        | Клуб           | Клуб         | Резултат |
| ------------ | -------------- | ------------ | -------- |
| 14. јун 2015 | Најтси Клек    | Шаркси Шабац | 6:14     |
|              | Целтиси Сомбор | слободни     |          |

### Табела
Легенда:
|  | Пласирали се у Другу лигу |

| #  | Клуб           | ИГ | П | ИЗ | ГД | ГП | ГР  | %     |
| -- | -------------- | -- | - | -- | -- | -- | --- | ----- |
| 1. | Целтиси Сомбор | 4  | 3 | 1  | 68 | 14 | +54 | 0.750 |
| 2. | Шаркси Шабац   | 4  | 3 | 1  | 47 | 30 | +17 | 0.750 |
| 3. | Најтси Клек    | 4  | 0 | 4  | 8  | 79 | –71 | 0.000 |

## Група Југ

### Резултати
| Датум          | Клуб                   | Клуб         | Резултат |
| -------------- | ---------------------- | ------------ | -------- |
| 18. април 2015 | Блек хорнетси Јагодина | Берси Софија | 6:39     |
|                | Хокси Обреновац        | слободни     |          |

| Датум          | Клуб            | Клуб                   | Резултат |
| -------------- | --------------- | ---------------------- | -------- |
| 25. април 2015 | Хокси Обреновац | Блек хорнетси Јагодина | 8:27     |
|                | Берси Софија    | слободни               |          |

| Датум       | Клуб                   | Клуб            | Резултат |
| ----------- | ---------------------- | --------------- | -------- |
| 9. мај 2015 | Берси Софија           | Хокси Обреновац | 41:0     |
|             | Блек хорнетси Јагодина | слободни        |          |

| Датум        | Клуб            | Клуб                   | Резултат |
| ------------ | --------------- | ---------------------- | -------- |
| 24. мај 2015 | Берси Софија    | Блек хорнетси Јагодина | 0:22     |
|              | Хокси Обреновац | слободни               |          |

| Датум       | Клуб                   | Клуб            | Резултат |
| ----------- | ---------------------- | --------------- | -------- |
| 7. јун 2015 | Блек хорнетси Јагодина | Хокси Обреновац | 47:16    |
|             | Берси Софија           | слободни        |          |

| Датум        | Клуб                   | Клуб         | Резултат |
| ------------ | ---------------------- | ------------ | -------- |
| 28. јун 2015 | Хокси Обреновац        | Берси Софија | 0:46     |
|              | Блек хорнетси Јагодина | слободни     |          |

### Табела
Легенда:
|  | Пласирали се у Другу лигу              |
|  | Не рачуна се успех у коначном пласману |

| #  | Клуб                   | ИГ | П | ИЗ | ГД  | ГП  | ГР   | %     |
| -- | ---------------------- | -- | - | -- | --- | --- | ---- | ----- |
| 1. | Блек хорнетси Јагодина | 4  | 3 | 1  | 102 | 63  | +39  | 0.750 |
| 2. | Берси Софија           | 4  | 3 | 1  | 126 | 28  | +98  | 0.750 |
| 3. | Хокси Обреновац        | 4  | 0 | 4  | 24  | 161 | -137 | 0.000 |